# Грейт-Сенді (національний парк)
Грейт-Сенді (англ. Great Sandy National Park) — національний парк, що розташований в регіоні Фразер-Кост, штат Квінсленд, Австралія.

## Географія
У парку є незаймані пляжі, великі піщані дюни, скелі, тропічні ліси, болота, прісноводні озера та мангрові ліси. Національний парк ділиться на дві секції. Секція Cooloola розташована на узбережжі між північними вулицями міста Noosa Heads і північним пляжем Rainbow Beach і охоплює 18 400 га. Секція K'gari охоплює майже весь найбільший у світі піщаний острів, острів Фрейзер, розташований на північ від пляжу Rainbow Beach, на площі 56000 гектарів (140 000 акрів).

## Природа

### Птахи
На території парку проживає велика кількість рідкісних птахів, зокрема триперстка чорновола (Turnix melanogaster), лежень австралійський (Burhinus grallarius), лежень рифовий (Esacus magnirostris), нявкун зелений (Ailuroedus crassirostris), альтанник королівський (Sericulus chrysocephalus), медник мангровий (Gavicalis fasciogularis) та висвистувач австралійський (Tregellasia capito). Cooloola також є домівкою для папужки болотяного (Pezoporus wallicus) і має одну з останніх узбережних популяцій ему (вид проживає переважно у глибині континенту).

## Особливості
Через секцію Cooloola проходить Велика стежка Кулула (Cooloola Great Walk), п'ятиденний туристичний маршрут завдовжки 102 км. Подорож на човні та катання на каное по річці Нуса - це популярні туристичні атракціони. На острові Фрейзер знаходиться Велика стежка острова Фрейзер завдовжки 90 км. Озеро Кутараба пропонує рибалку, вітрильний спорт і каное, а озеро Ваббі є популярним місцем плавання та риболовлі. На острові Фрейзер знаходиться єдиний у світі високорослий тропічний ліс, що росте на піщаному пляжі.
Серед пам'яток парку є місця двох кораблетрощ: лайнера SS Maheno (загинув 1935) та вантажне судно Cherry Venture (1973).